# Боевой парад
Боевой парад — особая разновидность парада войск, совмещённого с показательными тактическими действиями разных видов вооружённых сил и родов войск.

Боевой парад Вооружённых сил Казахстана.
40-я военная база
Отар, 7 мая 2018 года

На данный момент боевой парад дважды проводился в Казахстане (в 2013 и 2018 годах).

## Особенность боевого парада
В отличие от обычных военных парадов, заключающихся в торжественном прохождении колонн военнослужащих и военной техники («традиционная часть»), боевой парад включает в себя показательное тактическое учение, на котором по сценарию отображается поэтапный процесс уничтожения группировки условного противника («тактическая часть»). При проведении боевого парада, кроме демонстрации строевой выучки военнослужащих, также имеется возможность наглядно показать боевую выучку и профессиональное мастерство военнослужащих, осуществить реальное применение современного оружия и военной техники, находящихся на вооружении. В огневом ударе по условному противнику участвуют подразделения от всех родов войск: ракетные и артиллерийские; авиационные; танковые и мотострелковые; десантно-штурмовые и парашютно-десантные.
В связи с проведением показательных тактических действий, боевой парад оба раза проводился не в столице государства (город Астана), а на одном из крупнейших военных полигонов Казахстана — полигон Матыбулак, относящийся к 40-й военной базе ВС РК, рядом с селом Отар в Жамбылской области.
Оба боевых парада были проведены в День защитника отечества 7 мая.

## Боевой парад 2013 года
7 мая 2013 года, в честь 21-й годовщины создания Вооружённых сил Республики Казахстан, был проведён боевой парад, в котором участвовало 7 000 военнослужащих, более 400 танков и специальных машин, 80 самолетов и вертолетов

### Традиционная часть
Начало боевого парада соответствует обычному параду. Перед трибунами зрителей были выстроены парадные расчёты военнослужащих, перед которыми был пронесён флаг Республики Казахстан. Командовал парадом командующий сухопутными войсками генерал-лейтенант Майкеев Мурат, который доложил о готовности войск начальнику генерального штаба ВС РК генерал-полковник Жасузаков Сакен. После прибытия Верховного главнокомандующего, Президента Казахстана Нурсултана Назарбаева, начальник генерального штаба доложил ему о готовности войск к проведению парада. После речи главы государства на двух языках (казахском и русском), был исполнен государственный гимн Казахстана. После этого парадные расчёты приступили к торжественному прохождению. По традиции всех военных парадов Казахстана, первым парадным расчётом прошла колонна офицеров центрального аппарата Министерства Обороны РК. К параду были привлечены парадные расчёты от всех силовых ведомств. Кроме формирований от Министерства обороны РК, были также парадные расчёты Внутренних войск МВД РК, Пограничной службы КНБ РК, формирований МЧС РК, военной полиции а также Республиканской гвардии. Также прошли парадные расчёт курсантов военного института сухопутных войск, военного института внутренних войск, военного института пограничной службы.
Парадные расчёты проходили в полной боевой экипировке (каски, бронежилеты, маскировочные костюмы, разгрузки). Во многих расчётах одна шеренга несла переносные радиостанции. Парадные расчёты аэромобильных войск проходили с надетыми парашютными системами. По окончании прохождения пеших парадных расчётов перед трибунами пролетела группа вертолётов Ми-17 армейской авиации со знамёнами видов вооружённых сил..

### Тактическая часть
Командующий парадом обратился с докладом к Верховному главнокомандующему о готовности всех родов войск и объявил о переходе к боевой работе по уничтожению противника, наступавшего в нескольких эшелонах. Прямо перед трибунами зрителей находились боевые порядки войск, подготовившихся к наступлению. Артиллерийские, ракетные и зенитно-ракетные расчёты были расположены по флангам. По центру были расположены боевые машины танковых и мотострелковых подразделений. Артиллерийские расчёты были представлены от 44-й артиллерийской бригады из Сарыозека и 54-й гвардейской бригады из 40-й военной базы.
По условному сигналу горниста первым огонь по условному противнику открыл ракетный дивизион одновременным пуском 4 тактических ракет «Точка-У». Следующими удар по условным воздушным мишеням противника нанесли зенитно-ракетные комплексы С-125 «Печора». После в бой вступил дивизион РСЗО «Град» и «Прима». Следующими открыли залп дивизионы гаубиц Д-30А и Мста-Б.
По окончании артиллерийского обстрела к уничтожению условного противника приступила армейская авиация. Первая пара вертолётов Ми-24 выпустила противотанковые ракеты Штурм-М, которыми были поражены точечные цели, обозначающие технику противника. Вторая пара Ми-24 осуществила залп по противнику из блоков НАР.
После воздушного удара по условному противнику в наступление перешли сухопутные войска. В первой линии наступающих в боевом порядке выдвинулась танковая рота Т-72Б, обстреливающая на ходу противника из орудий. Одновременно с ними во второй шеренге боевым порядком выдвинулись боевые машины пехоты БМП-2. Обе роты были представлены от 5-й горной мотострелковой бригады из Тараза.
Вслед за танками и БМП-2, удар по условному противнику совершило звено из 4 вертолётов Ми-8 запуском НАР. После этого в наступление перешли выстроенные в линию бронетранспортёры БТР-82А от 390-й отдельной бригады морской пехоты из Актау и бронеавтомобили Otokar Cobra и Humvee от аэромобильных войск. Выдвижение бронетранспортёров осуществлялось при воздушном прикрытии пары вертолётов Ми-24, осуществлявших по противнику залп из установок НАР.
Из орудий Мста-Б в воздух были произведены залпы осветительными снарядами, которые имитировали воздушные цели противника. По ним зенитно-ракетными расчётами сухопутных войск были осуществлены запуски из ПЗРК «Игла». После этого на огневые позиции вышла батарея самоходных противотанковых ракетных комплексов «Штурм-С» и пара боевых машин поддержки танков «Терминатор». Ими было осуществлён залп ракетами по условным бронированным целям противника. Также с БМПТ «Терминатор» был произведён залп с автоматических пушек по пехоте условного противника в заданном квадрате. Следующими огонь по противнику открыли две тяжёлые огнемётные системы ТОС-1А «Солнцепёк».
Завершающий удар по противнику с воздуха был проведён в три волны. В первой волне удар нанесла группа из 7 самолётов Су-27 следовавших в боевом порядке «клин», которые сбросили на условного противника авиабомбы ФАБ-250 и ФАБ-500. Во второй волне удар нанесла группа из 4 штурмовиков Су-25 под прикрытием 4 истребителей МиГ-29. Штурмовики попарно осуществили залп НАР с пикирования. Третья волна была представлена группой из 4 истребителей-бомбардировщиков МиГ-27, которые под прикрытием пары МиГ-29 сбросили 24 авиабомбы ФАБ-250.
Для окончательного уничтожения условного противника была произведена высадка десанта четырьмя способами. Первым над позициями условного противника, под прикрытием пары МиГ-29, пролетел военно-транспортный самолёт С-295, с которого произошла парашютная выброска взвода бойцов аэромобильных войск на парашютах «Арбалет». После высадки парашютного десанта, с вертолётов EC-145 было произведено десантирование по-штурмовому групп специального назначения Главного разведывательного управления. Третьим способом десантирования стал спуск бойцов групп специального назначения по фалу с бортов вертолётов Ми-17, которые зависали над площадкой приземления. На окончательной стадии десантирование прошло посадочным способом когда тяжёлый транспортный вертолёт Ми-26 приземлившись высадил с задней рампы до роты бойцов аэромобильных войск. По окончании десантирования все приземлившиеся бойцы перешли в наступление. При этом военно-транспортный самолёт С-295, с борта которого только что было произведено парашютное десантирование, осуществил посадку на грунтовую полосу находящуюся за зрительской трибуной.
По окончании разгрома условного противника в небе над полигоном выступила пилотажная группа «Сункар» на самолётах L-39, Учебного авиационного центра из города Балхаш. После этого был продемонстрирован условный воздушный бой между парой МиГ-29 и парой Су-27. Показательные выступления в групповом пилотаже также произвела пилотажная группа «Жетысу» из 4 самолётов Су-27 604-й авиационной базы в Талдыкоргане.
После этого была показана трансляция в прямом эфире из акватории Каспийского моря, в которой группа кораблей Военно-морских сил Казахстана осуществили артиллерийский залп из установок РСЗО по условному морскому противнику.
Окончание боевого парада ознаменовалось исполнением строевой песни всеми парадными расчётами.

### Оценка боевого парада
По мнению аналитика Джеймстаунского фонда Роджера Макдермота (Roger McDermott), боевой парад проведённый в Казахстане стал неординарным и необычным явлением, отличающим его от обычных военных парадов. По мнению эксперта под «церемониальностью» и «пышностью» боевого парада скрываются глубокие процессы в вооружённых силах, в которых подтверждаются усилия властей государства добиться модернизации армии до высоких технологий и стандартов XXI века.
В канадском военном журнале Esprit de Corps («Честь мундира»), боевой парад 2013 года назван первым полномасштабным военным парадом в истории Казахстана

## Боевой парад 2018 года
7 мая 2018 года в честь 26-й годовщины создания ВС РК и 73-й годовщины Победы в Великой Отечественной войне был проведён второй боевой парад.
В отличие от парада 2013 года, он был существенно меньшего масштаба. Всего в параде было задействовано 3 000 военнослужащих, более 300 единиц военной техники и около 30 летательных аппаратов.

### Традиционная часть
Командовал парадом командующий сухопутными войсками генерал-майор Бектанов Мурат. Принимал парад Верховный Главнокомандующий вооружёнными силами — Президент РК Нурсултан Назарбаев.
Перед торжественным прохождением была осуществлена церемония вручения боевых знамён 16 бригадам территориальных войск, которые находятся в двух городах — в Астане и Алматы, и в 14 областях Казахстана. Боевые знамёна были вручены акимам этих городов и областей. Территориальные войска были образованы в декабре 2015 года.
Следом за вручением боевых знамён начался торжественный марш в котором участвовало 19 пеших парадных расчётов от Сил специальных операций, десантно-штурмовых войск, Службы государственной охраны, Национальной гвардии, курсантов ВИСВ, 390-й отдельной бригады морской пехоты, территориальных войск и военной полиции с кинологическими расчётами.
Традиционная часть закончилась пролётом группы вертолётов Ми-17 армейской авиации со знамёнами видов вооружённых сил, за которыми пролетела группа из UH-1 и EC-145.
Последним по плацу промаршировал военный оркестр Министерства обороны РК

### Тактическая часть
Тактическая часть парада началась с доклада командующего парадом принимающему о готовности войск и боевой авиации к боевым действиям, после которого прозвучал сигнал горниста. Диктором была озвучена поставленная войскам боевая задача, по сценарию которой предстояло уничтожить базу незаконного вооружённого формирования численностью до 1 000 боевиков, занявших населённый пункт. Противник был обозначен статическими и подвижными мишенями на мишенном поле полигона.
Сценарий боевых действий был разделён на 5 последовательных этапов.

#### Разведка с воздуха. Авиационный налёт и огневой налёт

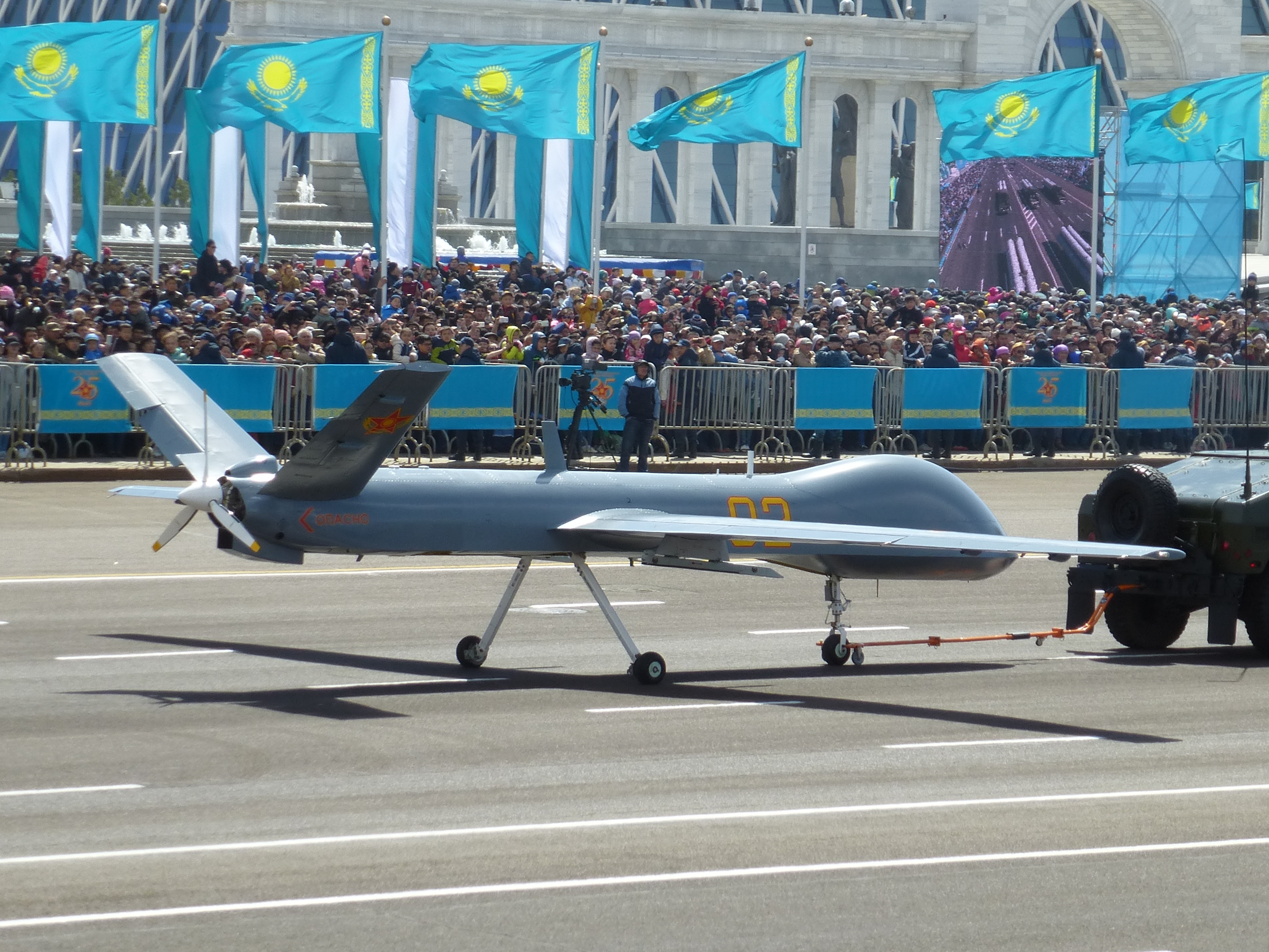
БПЛА Wing Loong с бортовым номером «02».
С его работы началась тактическая часть боевого парада.
Астана. 7 мая 2017 года

Первым к нанесению удара приступил ударный разведывательный БПЛА Wing Loong (приобретены в 2016 году), впервые продемонстрированный широкой публике на военном параде в Астане 7 мая 2017 года. Одновременно с ним разведку с ретрансляцией изображения местности проводили БПЛА Skylark и Hermes. С борта Wing Loong был произведён запуск управляемой ракеты ВА-7 класса «воздух-поверхность» с полуактивной лазерной головкой самонаведения, уничтожившей условный командный пункт боевиков.
Следующими удар по мишеням, имитирующим колонну автомобилей боевиков, нанесла группа из 5 самолётов Су-30СМ (приобретены в 2015 году), с которых были сброшены бомбы ОФАБ-250. После этого удар по условному противнику нанесли попарно 4 штурмовика Су-25УБМ (модернизированы в 2017 году) из НАР С-8. Следом по условному противнику с пикирования нанесли удар пара Су-30СМ из НАР С-13.
После самолётов к нанесению воздушного удара по условному противнику приступили вертолёты. Первой противника атаковала пара Ми-35 (приобретены в 2017 году) противотанковыми ракетами «Штурм-В». Второй воздушный удар нанесла группа из 4 вертолётов Ми-171Ш (приобретены в 2015 году), осуществившая по противнику залп из НАР С-8. По сценарию боевой задачи подавление радиосвязи боевиков велось комплексами радиоэлектронной разведки и радиоэлектронной борьбы «Аметист» и «Цикада», которые были развёрнуты по флангам от зрительской трибуны.
По окончании авиационного налёта начался огневой налёт артиллерии. Первым залп по условному противнику осуществил реактивный артиллерийский дивизион РСЗО «Смерч». Затем огонь открыли тяжёлые огнемётные системы ТОС-1А «Солнцепёк». Следующими залп осуществили дивизионы гаубиц Д-30А и Мста-Б.
Заключительную часть в огневом налёте выполнили батареи РСЗО «Прима» и «КазГрад» (казахстанская разработка на шасси КамАЗ-5350).
Уничтожение условных бронированных средств противника выполнили расчёты самоходных противотанковых комплексов «Штурм-С» запуском ракет «Атака» и расчёты противотанковых пушек МТ-12 «Рапира».

#### Атака бронированной тактической группы
Для полного уничтожения боевиков в наступление переходит бронированная тактическая группа. Наступление осуществляется в три волны.
В первой волне был танковый батальон Т-72Б. С места экипажами танков был произведён залп выстрелами 3УБК14 с управляемой ракетой 9М119 по бронированным средствам противника, после чего танки перешли в наступление ведя на ходу огонь из орудий. В одной линии с танками наступали
боевые машины поддержки танков (класс боевых машин указан по казахстанской терминологии) «Терминатор», ведшие огонь из автоматических пушек. По выполнению поставленной огневой задачи танковые подразделения выполняют отход на фланги освобождая полосу наступления для боевых машин мотострелковых подразделений.
Во второй волне, в боевом порядке в одной линии наступали 2 мотострелковые роты на БМП-2 и на БТР-82А, ведшие огонь из автоматических пушек на ходу. По опыту последних военных конфликтов БМП-2 оснащены решётчатыми противокумулятивными экранами.
В третьей волне наступали боевые колёсные машины «Арлан» (лицензионная версия Marauder казахстанского производства, принятые на вооружение в 2016 году) 2 разведывательно-штурмовых рот специального назначения отдельного разведывательного полка Регионального командования «Восток». Экипажи которых на ходу вели огонь по условному противнику из дистанционно управляемых стабилизированных пулемётов НСВТ «Утёс», установленных сверху машин.

#### Воздушно-штурмовые действия аэромобильного десанта
На данном этапе была представлена высадка групп специального назначения тремя различными способами — штурмовым, посадочным, а также спуск с вертолёта по фалу.
Первыми с вертолёта Ми-17В5 осуществили высадку расчёт крупнокалиберного пулемёта «Утёс» и расчёт миномёта 2Б24 «Дева», которые должны были прикрывать следующие группы десанта. Группой вертолётов UH-1 и EC-145 посадочным способом была высажена вторая группа десанта. Третья группа десанта высаживалась с пары Ми-17 по фалу. Высадившиеся группы выполняли задачу по уничтожению передового охранения базы боевиков.

#### Блокирование противника в населённом пункте
Следующим шагом после уничтожения охранения базы противника стало его блокирование в населённом пункте. Для этого по флангам произошло выдвижение разведчиков на мотовездеходах и багги для доразведки противника. Также для сковывания действий противника выдвинулась рота огневой поддержки, вооружённой автоматическими зенитными орудиями ЗУ-23-2 и автоматическими миномётами 2Б9 «Василёк» установленных на шасси КамАЗ-5350, а также пулемётами КПВ и НСВТ «Утёс» установленных на пикапах Toyota Land Cruiser 70. Диктором комментирующим ход событий делалось ударение, на том что такие заимствования сделаны на основе опыта современных локальных конфликтов — «тактика перенятая у боевиков — бей врага его же оружием».
Для демонстрации возможных средств усиления передовых групп специального назначения на передовую выдвигаются мотовездеходы с прицепами на которых установлено разнообразное вооружение: пулемёт НСВТ, 82-мм миномёт, 30-мм автоматический гранатомёт АГС-17 и ПТРК. Диктор комментирует что на опыте последних локальных конфликтов применение мотовездеходов и автомобилей повышенной проходимости типа квадроциклов и багги повышает эффективность войск на труднодоступных участках местности. Последней колёсной техникой наступавшей на противника была рота бронированных автомобилей HUMVEE.

#### Завершение уничтожения базы боевиков
Последний этап заключался в высадке парашютного десанта, который должен был завершить уничтожение блокированного противника. Для этой цели с военно-транспортного С-295 с высоты 800 метров был выброшен десант на управляемых парашютных системах Беркут-2 (закуплены в 2015 году).
Задачей десанта, в составе которого были группы передовых авиационных наводчиков, было ведение целеуказания для ударной авиации. Для этого на вооружении наводчиков имелись комплексы лазерной подсветки целей.
Окончание боевого парада прошло под исполнение строевой песни всеми парадными расчётами.